# Déli kószapocok

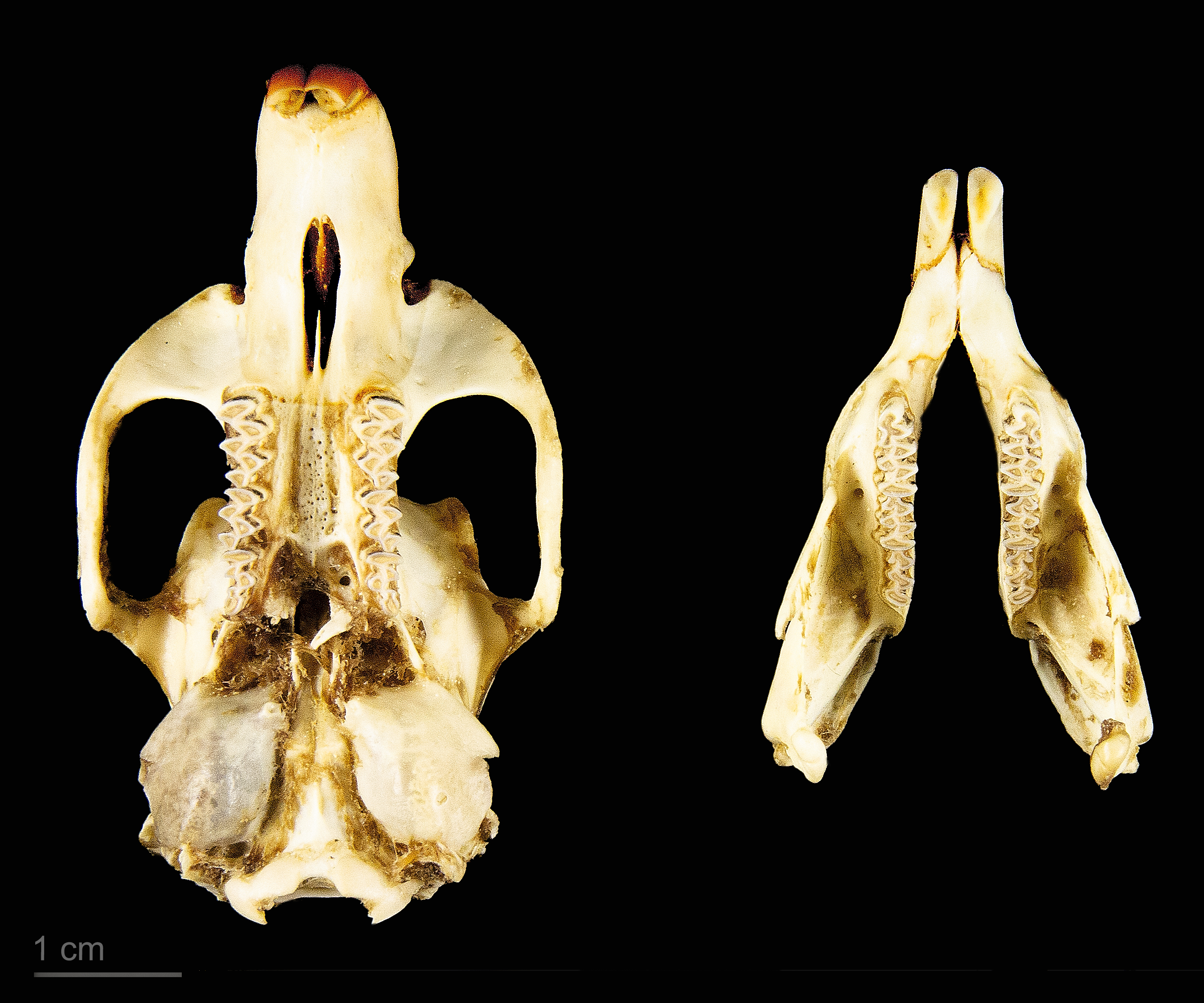
Arvicola sapidus

A déli kószapocok (Arvicola sapidus) az emlősök (Mammalia) osztályának rágcsálók (Rodentia) rendjébe, ezen belül a hörcsögfélék (Cricetidae) családjába és a pocokformák (Arvicolinae) alcsaládjába tartozó faj.

## Előfordulása
A déli kószapocok Franciaország, Spanyolország és Portugália területén honos.

## Megjelenése
Fej-testhossza 12-16 centiméter, farokhossza 10-15 centiméter és a testtömege 70-180 gramm.

## Életmódja
Az állat a vizek közelségét kedveli.